# 1324

## Události
- velké změny v dolním toku Žluté řeky

## Narození
- 5. března – David II., král skotský († 22. února 1371)
- ? – Adéla Hesenská, polská královna jako manželka Kazimíra III. († 1371)
- ? – Konstancie Sicilská, sicilská princezna a regentka Sicilského království († 22. října 1355)

## Úmrtí
- 8. ledna – Marco Polo, italský cestovatel (* 15. září 1254)
- leden – Rabia Bala Malhun Hatun, manželka osmanského sultána Osmana I. (* ?)
- 21. března – Marie Lucemburská, francouzská královna (* 1305)
- 31. března – Jindřich II. Kyperský, král Kypru a Jeruzaléma (* 1270)
- ? – Dino Compagni, florentský obchodník, politik a kronikář (* 1255)
- ? – Helvig Holštýnská, švédská královna jako manželka Magnuse III. (* 1260)

## Hlavy států
Jižní Evropa
- Iberský poloostrov
  - Portugalské království – Dinis I. Portugalský
  - Kastilské království – Alfons XI. Spravedlivý
  - Aragonské království – Jakub II. Spravedlivý
  - Navarrské království – Karel I. (Karel IV. ve Francii)
- Itálie
  - Papež – Jan XXII.
  - Benátská republika – Giovanni Soranzo
  - Milánské panství – Galeazzo I. Visconti
  - Neapolské království – Robert I. Neapolský

Západní Evropa
- Francouzské království – Karel IV. Sličný
- Bretaňské vévodství –  Jan III. Bretaňský
- Anglické království – Eduard II.
- Skotské království – Robert I.

Severní Evropa
- Norské království – Magnus VII. Eriksson
- Dánské království – Kryštof II. Dánský
- Švédské království – Magnus II. Švédský

Střední Evropa
- Svatá říše římská – Ludvík IV. Bavor x Fridrich Sličný
  - České království – Jan Lucemburský
    - Moravské markrabství – Jan Lucemburský

  - Hrabství holandské – Vilém III. z Avesnes
  - Arcibiskupství brémské – Jens Grand (Jan I.)
  - Hornolotrinské vévodství – Fridrich IV.
- Polské knížectví – Vladislav I. Lokýtek
- Uherské království – Karel I. Robert

Východní Evropa
- Byzantská říše – Andronikos II. Palaiologos

Blízký východ a severní Afrika
- Osmanská říše – Osman I.
- Kyperské království – Jindřich II. Jeruzalémský – Hugo IV. Kyperský

Afrika
- Habešské císařství – Amda Sion
- Říše Mali – Mansa Musa